# Liste der Nationalparks
Weltweit gibt es hunderte Nationalparks. Diese Liste soll einen Überblick zu diesem Thema bieten. Zu jedem Staat wird die Zahl der Nationalparks sowie (falls bekannt) die geschützte Gesamtfläche sowie deren Anteil an der Landesfläche angegeben. Detaillierte Listen mit allen Nationalparks eines Landes und dazugehörigen Kennzahlen sind verlinkt. Es gibt außer den hier aufgeführten Nationalparks und Meeres-Nationalparks noch zahlreiche andere Bezeichnungen und Einstufungen für geschützte Gebiete, die zum Teil länderspezifisch sind.

## Nationalparks in Europa
Insgesamt gibt es mehr als 300 Nationalparks in Europa. Der größte europäische Nationalpark ist der Nationalpark Jugyd Wa im europäischen Teil Russlands mit 1.891.700 ha.
| Land                       | Zahl der Nationalparks | Geschützte Fläche [ha]       | Anteil an Landesfläche [%] | Ältester Nationalpark |
| -------------------------- | ---------------------- | ---------------------------- | -------------------------- | --- |
| Albanien                   | 15                     | 210.501                      | 7,32                       | Nationalpark Dajti, gegründet 1960 |
| Belarus                    | 4                      | 309.255                      | 1,49                       | Białowieża-Nationalpark in der Belowescher Heide, gegründet 1939 |
| Belgien                    | 1                      | 5.750                        | 0,19                       | Nationalpark Hoge Kempen, gegründet 2006 |
| Bosnien und Herzegowina    | 4                      | 46.077                       | 0,90                       | Nationalpark Sutjeska, gegründet 1965 |
| Bulgarien                  | 3                      | 193.048                      | 1,74                       | Nationalpark Pirin, gegründet 1963 |
| Dänemark                   | 5                      | 188.970                      | 4,38                       | Nationalpark Thy, gegründet 2008 |
| Deutschland                | 16                     | 208.238 terrestrische Fläche | 0,6                        | Nationalpark Bayerischer Wald, gegründet 1970 |
| Estland                    | 6                      | 237.130                      | 5,23                       | Nationalpark Vilsandi, gegründet 1971 |
| Finnland                   | 40                     | 879.630                      | 2,60                       | Nationalpark Lemmenjoki, Nationalpark Liesjärvi, Nationalpark Linnansaari, Nationalpark Oulanka, Nationalpark Petkeljärvi, Nationalpark Pyhä-Häkki und Nationalpark Rokua, gegründet 1956                                             |
| Frankreich                 | 11                     | 905.588                      | 1,66                       | Nationalpark Vanoise, gegründet 1963 |
| Griechenland               | 12                     | 696.000                      | 3,6                        | Nationalpark Olymp, gegründet 1938 |
| Großbritannien             | 15                     | 1.998.900                    | 8,16                       | Peak-District-Nationalpark, gegründet 1951 |
| Irland                     | 6                      | 59.058                       | 0,84                       | Killarney-Nationalpark, gegründet 1932 |
| Island                     | 3                      | 1.240.700                    | 12,05                      | Þingvellir, gegründet 1928 |
| Italien                    | 25                     |                              |                            | Nationalpark Gran Paradiso, gegründet 1922 |
| Kasachstan                 | 14                     | 1.887.641                    | 0,7                        | Nationalpark Bajanaul, gegründet 1985 |
| Kosovo                     | 2                      | 101.488                      | 10,73                      | Nationalpark Sharr, gegründet 1986 |
| Kroatien                   | 8                      | 99.420                       | 1,76                       | Nationalpark Plitvicer Seen, gegründet 1949 |
| Lettland                   | 4                      | 206.516                      | 3,20                       | Nationalpark Gauja, gegründet 1973 |
| Liechtenstein              | 0                      |                              |                            | |
| Litauen                    | 5                      | 155.487                      | 2,38                       | Nationalpark Aukštaitija, gegründet 1974 |
| Luxemburg                  | 0                      |                              |                            | |
| Malta                      | 1                      |                              |                            | |
| Nordmazedonien             | 3                      | 97.450                       | 3,79                       | Nationalpark Pelister, gegründet 1948 |
| Moldawien                  | 0                      |                              |                            | |
| Monaco                     | 0                      |                              |                            | |
| Montenegro                 | 5                      | 126.250                      | 9,14                       | Biogradska Gora, Durmitor, gegründet 1952 |
| Niederlande                | 21                     | 164.930                      | 3,97                       | Nationalpark Veluwezoom, gegründet 1930 |
| Norwegen (mit Spitzbergen) | 47                     | 6.536.500                    | 16,99                      | Rondane-Nationalpark, gegründet 1962 |
| Österreich                 | 6                      | 237.800                      | 2,84                       | Nationalpark Hohe Tauern, gegründet 1981 |
| Polen                      | 23                     | 314.973                      | 1,01                       | Białowieża-Nationalpark, gegründet 1932 |
| Portugal                   | 1                      | 70.290                       | 0,76                       | Nationalpark Peneda-Gerês, gegründet 1971 |
| Rumänien                   | 13                     | 315.697                      | 1,32                       | Nationalpark Retezat, gegründet 1935 |
| Russland                   | 51                     |                              |                            | Sotschier Nationalpark und Nationalpark Lossiny Ostrow, gegründet 1983 |
| San Marino                 | 0                      |                              |                            | |
| Schweden                   | 30                     | 702.358                      | 1,56                       | Nationalpark Abisko, Nationalpark Stora Sjöfallet, Nationalpark Sarek, Nationalpark Pieljekaise, Nationalpark Sonfjället, Nationalpark Hamra, Nationalpark Ängsö, Nationalpark Garphyttan, Nationalpark Gotska Sandön, gegründet 1909 |
| Schweiz                    | 1                      | 17.000                       | 0,41                       | Schweizerischer Nationalpark, gegründet 1914 |
| Serbien                    | 4                      | 138.584                      | 1,57                       | Nationalpark Đerdap, gegründet 1974 |
| Slowakei                   | 9                      | 369.032                      | 7,53                       | Tatra-Nationalpark, gegründet 1949 |
| Slowenien                  | 1                      | 83.807                       | 4,13                       | Nationalpark Triglav, gegründet 1961 |
| Spanien                    | 14                     | 344.749                      | 0,68                       | Nationalpark Ordesa y Monte Perdido, gegründet 1918 |
| Tschechien                 | 4                      | 119.020                      | 1,51                       | Krkonošský národní park, gegründet 1963 |
| Türkei                     | 0                      |                              |                            | |
| Ukraine                    | 7                      |                              |                            | Nationalpark Karpaten, gegründet 1980 |
| Ungarn                     | 10                     | 481.978                      | 5,18                       | Hortobágyi Nemzeti Park, gegründet 1972 |
| Vatikanstadt               | 0                      |                              |                            | |

## Nationalparks in Afrika
| Land                         | Zahl der Nationalparks | Geschützte Fläche [ha] | Anteil an Landesfläche [%] | Ältester Nationalpark                                                                      |
| ---------------------------- | ---------------------- | ---------------------- | -------------------------- | ------------------------------------------------------------------------------------------ |
| Ägypten                      | 3                      | 4.353.000              | 4,3                        | Ras-Mohammed-Nationalpark, gegründet 1983                                                  |
| Algerien                     | 10                     |                        |                            | Nationalpark Tassili n'Ajjer, gegründet 1972                                               |
| Angola                       | 8                      | 5.433.000              | 4,3                        | Nationalpark Kameia, gegründet 1935                                                        |
| Äquatorialguinea             | 3                      |                        |                            | Parque nacional de Monte Alén, gegründet 1990                                              |
| Äthiopien                    | 16                     | 2.026.200              | 1,8                        | Omo-Nationalpark, gegründet 1959                                                           |
| Benin                        | 2                      |                        |                            | Nationalpark W (Benin), gegründet 1954                                                     |
| Botswana**                   | 4                      | 2.802.100              | 4,8                        | Chobe-Nationalpark, gegründet 1968                                                         |
| Burkina Faso                 | 3                      |                        |                            | Nationalpark W (Burkina Faso), gegründet 1954                                              |
| Burundi                      | 3                      |                        |                            | Nationalpark Kibira, gegründet 1934                                                        |
| Dschibuti                    | 0                      |                        |                            |                                                                                            |
| Elfenbeinküste               | 8                      |                        |                            | Nationalpark Banco, gegründet 1953                                                         |
| Eritrea                      | 1                      |                        |                            | Dahlac                                                                                     |
| Gabun                        | 13                     | 25.900                 | 10,0                       | 13 Nationalparks, alle gegründet 2002                                                      |
| Gambia                       | 4                      |                        |                            | River-Gambia-Nationalpark, gegründet 1978                                                  |
| Ghana                        | 7                      |                        |                            | Bui-Nationalpark, gegründet 1971                                                           |
| Guinea                       | 3                      |                        |                            | Nationalpark Badiar, gegründet 1985                                                        |
| Guinea-Bissau                | 5                      |                        |                            | João Vieira and Poilão Meeres-Nationalpark, gegründet 2000                                 |
| Kamerun                      | 27                     |                        |                            | Campo-Ma’an-Nationalpark, gegründet 1932                                                   |
| Kap Verde                    | 3                      |                        |                            |                                                                                            |
| Kenia                        | 23                     |                        |                            | Nairobi-Nationalpark, gegründet 1946                                                       |
| Komoren                      | 6                      |                        |                            |                                                                                            |
| Demokratische Republik Kongo | 9                      |                        |                            | Nationalpark Virunga, gegründet 1925                                                       |
| Republik Kongo               | 5                      |                        |                            | Nationalpark Odzala, gegründet 1935                                                        |
| Lesotho                      | 2                      |                        |                            | Sehlabathebe-Nationalpark, gegründet 1970                                                  |
| Liberia                      | 10                     |                        |                            | Nationalpark Sapo, gegründet 1983                                                          |
| Libyen                       | 1                      |                        |                            | Nationalpark Kouf, gegründet 1979                                                          |
| Madagaskar                   | 71                     |                        |                            | Nationalpark Montagne d’Ambre, gegründet 1958                                              |
| Malawi                       | 5                      |                        |                            | Nyika-Nationalpark, gegründet 1966                                                         |
| Mali                         | 2                      |                        |                            | Boucle du Baoulé, gegründet 1954                                                           |
| Marokko                      | 10                     |                        |                            | Nationalpark Toubkal, gegründet 1942                                                       |
| Mauretanien                  | 2                      |                        |                            | Nationalpark Banc d’Arguin, gegründet 1976                                                 |
| Mauritius                    | 2                      |                        |                            | Black-River-Gorges-Nationalpark, gegründet 1994                                            |
| Mosambik                     | 7                      |                        |                            | Nationalpark Gorongosa, gegründet 1960                                                     |
| Namibia*                     | 19                     | 13.816.370             | 16,8                       | Etosha-Nationalpark, gegründet 1907                                                        |
| Niger                        | 1                      |                        |                            | Nationalpark W (Niger), gegründet 1954                                                     |
| Nigeria                      | 8                      |                        |                            | Kainji-Nationalpark, gegründet 1979                                                        |
| Réunion                      | 1                      | 105.838                | 40,0                       | Nationalpark Réunion, gegründet 2007                                                       |
| Ruanda                       | 4                      |                        |                            | Vulkan-Nationalpark, gegründet 1929                                                        |
| Sambia                       | 20                     |                        |                            | Mehrere Nationalparks, gegründet 1971                                                      |
| São Tomé und Príncipe        | 2                      |                        |                            | Parque Natural Obô do Príncipe, Parque Natural Obô de São Tomé, gegründet 2006             |
| Senegal                      | 6                      |                        |                            | Nationalpark Niokolo-Koba, gegründet 1954                                                  |
| Seychellen                   | 15                     |                        |                            | Sainte-Anne-Marine-Nationalpark, gegründet 1973                                            |
| Sierra Leone                 | 8                      |                        |                            | Outamba-Kilimi-Nationalpark, gegründet 1986                                                |
| Simbabwe                     | 11                     |                        |                            | Matobo-Nationalpark, gegründet 1926                                                        |
| Somalia                      | 12                     |                        |                            |                                                                                            |
| Sudan                        | 10                     |                        |                            | Dinder-Nationalpark, gegründet 1935                                                        |
| Südafrika                    | 22                     | 4.000.000              | 3,3                        | Royal-Natal-Nationalpark, gegründet 1916                                                   |
| Eswatini                     | 1                      |                        |                            |                                                                                            |
| Tansania                     | 17                     | 9.930.650              |                            | Serengeti-Nationalpark, gegründet 1951                                                     |
| Togo                         | 4                      |                        |                            | Nationalpark Fazao-Malfakassa, gegründet 1951                                              |
| Tschad                       | 4                      |                        |                            | Nationalpark Zakouma, gegründet 1963                                                       |
| Tunesien                     | 17                     |                        |                            | Nationalpark Zembra und Zembretta, gegründet 1977                                          |
| Uganda                       | 10                     |                        |                            | Murchison-Falls-Nationalpark und Queen-Elizabeth-Nationalpark, gegründet 1952              |
| Zentralafrikanische Republik | 5                      |                        |                            | Nationalpark Bamingui–Bangoran und Nationalpark Manovo-Gounda Saint Floris, gegründet 1933 |

* Angabe ohne Meeres- und Landschaftsschutzgebiete sowie private und halb-staatliche Schutzgebiete.

** Ohne Wildschutzgebiete.
- siehe auch: Naturparks in Afrika

## Nationalparks in Nord- und Mittelamerika
| Land                    | Zahl der Nationalparks | Geschützte Fläche [ha] | Anteil an Landesfläche [%] | Ältester Nationalpark                                                                |
| ----------------------- | ---------------------- | ---------------------- | -------------------------- | ------------------------------------------------------------------------------------ |
| USA                     | 63                     |                        |                            | Yellowstone-Nationalpark, gegründet 1872                                             |
| Kanada                  | 49                     |                        |                            | Banff-Nationalpark, gegründet 1885                                                   |
| Mexiko                  | 67                     |                        |                            | Nationalpark Desierto de los Leones, gegründet 1917                                  |
| Antigua und Barbuda     | 6                      |                        |                            | Diamond Reef Marine Park, gegründet 1973                                             |
| Belize                  | 18                     |                        |                            | Chiquibul-Nationalpark, gegründet 1991                                               |
| Costa Rica              | 30                     |                        |                            | Vulkan Turrialba und Vulkan Irazú, gegründet 1955; Parque Nacional Marino Las Baulas |
| Dominica                | 4                      |                        |                            | Nationalpark Morne Trois Pitons, gegründet 1975                                      |
| Dominikanische Republik | 29                     |                        |                            | Nationalpark Armando Bermúdez, gegründet 1956                                        |
| El Salvador             | 5                      |                        |                            | Montecristo-Nationalpark, gegründet 1987                                             |
| Guatemala               | 19                     |                        |                            | Tikal, gegründet 1955                                                                |
| Haiti                   | 15                     |                        |                            | Nationalpark La Visite, gegründet 1983 sowie Nationalpark Pic Macaya                 |
| Honduras                | 28                     |                        |                            | Nationalpark La Tigra, gegründet 1980                                                |
| Kuba                    | 14                     |                        |                            | Sierra Cristal, gegründet 1930                                                       |
| Nicaragua               | 4                      |                        |                            | Nationalpark Saslaya, gegründet 1971                                                 |
| Panama                  | 4                      |                        |                            | Nationalpark Portobelo, gegründet 1976                                               |
| St. Kitts und Nevis     | 5                      |                        |                            | Brimstone Hill Fortress, gegründet 1987                                              |

## Nationalparks in Südamerika
| Land                             | Zahl der Nationalparks | Geschützte Fläche [ha] | Anteil an Landesfläche [%] | Ältester Nationalpark                                  |
| -------------------------------- | ---------------------- | ---------------------- | -------------------------- | ------------------------------------------------------ |
| Argentinien                      | 36                     |                        |                            | Nationalpark Iguazú, gegründet 1934                    |
| Bolivien                         | 14                     |                        |                            | Nationalpark Sajama, gegründet 1939                    |
| Brasilien                        | 74                     |                        |                            | Nationalpark Itatiaia, gegründet 1937                  |
| Chile                            | 40                     |                        |                            | Nationalpark Vicente Pérez Rosales, gegründet 1926     |
| Ecuador                          | 13                     |                        |                            | Nationalpark Galápagos, gegründet 1959                 |
| Frankreich (Französisch-Guayana) | 1                      | 3.400.000              | 40,7                       | Amazonaspark von Guayana, gegründet 2007               |
| Guyana                           | 0                      |                        |                            |                                                        |
| Kolumbien                        | 0                      |                        |                            |                                                        |
| Paraguay                         | 16                     |                        |                            | Nationalpark Tinfunqué, gegründet 1966                 |
| Peru                             | 15                     |                        |                            | Nationalpark Cutervo, gegründet 1961                   |
| Suriname                         | 0                      |                        |                            |                                                        |
| Uruguay                          | 4                      |                        |                            | Nationalpark Franklin Delano Roosevelt, gegründet 1916 |
| Venezuela                        | 43                     |                        |                            | Nationalpark Henri Pittier, gegründet 1937             |

## Nationalparks in Asien
| Land                | Zahl der Nationalparks | Geschützte Fläche [ha] | Anteil an Landesfläche [%] | Ältester Nationalpark                                                                               |
| ------------------- | ---------------------- | ---------------------- | -------------------------- | --------------------------------------------------------------------------------------------------- |
| Afghanistan         | 2                      |                        |                            | Band-e-Amir-Nationalpark, gegründet 2009                                                            |
| Aserbaidschan       | 9                      |                        |                            | Shahdag-Nationalpark, gegründet 2006                                                                |
| Bhutan              | 1                      |                        |                            | Royal-Manas-Nationalpark, gegründet 1966                                                            |
| Georgien            | 12                     |                        |                            | Lagodechi-Nationalpark, gegründet 1912                                                              |
| Indien              | 116                    |                        |                            | Corbett-Nationalpark, gegründet 1936                                                                |
| Indonesien          | 58                     |                        |                            | Erste Reihe bestehend aus 5 Nationalparks, 1980                                                     |
| Israel              | 74                     |                        |                            | |
| Japan               | 34                     |                        |                            | Setonaikai-Nationalpark, Kirishima-Yaku-Nationalpark und Unzen-Amakusa-Nationalpark, gegründet 1934 |
| Kambodscha          | 23                     | 3.402.203              | 21                         | Angkor Wat, gegründet 1925                                                                          |
| Malaysia            | 49                     |                        |                            | Taman Negara, gegründet 1938/39                                                                     |
| Mongolei            | 31                     |                        |                            | Nationalpark Chorgo Terchiin Tsagaan Nuur, eröffnet 1965                                            |
| Osttimor            | 2                      |                        |                            | Nationalpark Nino Konis Santana, eingeweiht 2008                                                    |
| Philippinen         | 36                     |                        |                            | Mount-Arayat-Nationalpark, gegründet 1933                                                           |
| Republik China      | 9                      | 670.516                | 8,64                       | Kenting-Nationalpark, gegründet 1984                                                                |
| Südkorea            | 9                      |                        |                            | Jirisan-Nationalpark, gegründet 1967                                                                |
| Thailand            | 132                    |                        |                            | Khao Yai gegründet 1961, erster Marinepark Khao Sam Roi Yot, gegründet 1966                         |
| Türkei              | 0                      |                        |                            | |
| Vietnam             | 32                     |                        |                            | Cuc-Phuong-Nationalpark, gegründet 1962                                                             |
| Volksrepublik China | 0                      |                        |                            | |

## Nationalparks in Australien und Ozeanien
| Land       | Zahl der Nationalparks | Geschützte Fläche [ha] | Anteil an Landesfläche [%] | Ältester Nationalpark                  |
| ---------- | ---------------------- | ---------------------- | -------------------------- | -------------------------------------- |
| Australien | 732                    |                        |                            | Royal-Nationalpark, gegründet 1879     |
| Fidschi    | 1                      |                        |                            |                                        |
| Neuseeland | 14                     |                        |                            | Tongariro-Nationalpark, gegründet 1887 |